# 狹頭獸屬
狹頭獸屬（學名：Stenocybus）是獸孔目恐頭獸亞目的一屬，生存於二疊紀中期的中國，約2億7000萬年前的羅德階。狹頭獸可能屬於恐頭獸亞目的安蒂歐獸類。模式標本是一個幾乎完整的頭顱骨，長度約12到15公分之間，完整身長被估計約70公分。模式種是利齒狹頭獸（S. acidentatus），在1997年被敘述、命名。

## 外部連結
- 记原始恐头兽类一新属种—甘肃玉门晚二叠世脊椎动物群系列报道之三[永久]